# درمان (فیلم ۱۹۱۷)
درمان (به انگلیسی: The Cure) فیلمی کوتاه و صامت، به کارگردانی چارلی چاپلین با بازی چارلی چاپلین، ادنا پرواینس، اریک کمبل و محصول سال ۱۹۱۷ می‌باشد.